# Raïon de Ioujno-Kourilsk
Le raïon de Ioujno-Kourilsk (russe : Южно-Курильский райо́н) est l'une des dix-sept subdivisions administratives (raïons) de l'oblast de Sakhaline, à l'est de la Russie. En tant que division municipale, il est intégré à l'okroug urbain de Ioujno-Kourilsk. Situé au sud-est de l'oblast, il comprend les îles de Kounachir, Chikotan et Habomai. Sa superficie est de 1 856,1 km2. Son centre administratif est la ville de Ioujno-Kourilsk, sur l'île Kounachir. La population du raïon était de 9 501 (2010); 9 727 (2002) 13 597 (1989).